# Святой наносит ответный удар
«Святой наносит ответный удар» (англ. The Saint Strikes Back) — американский детективный фильм с элементами комедии режиссёра Джона Фэрроу, который вышел на экраны в 1939 году.
Это второй фильм из цикла студии RKO Pictures о галантном борце с преступностью Саймоне Темпларе, известном как Святой, и первый из пяти фильмов с Джорджем Сандерсом в заглавной роли. В основу сценария фильма положен роман Лесли Чартериса «Она была леди» (англ.  She Was a Lady), который впервые был опубликован отдельной книгой в 1931 году. В романе действие происходит в Лондоне, однако в фильме действие перенесено в Сан-Франциско. В этой картине Святой знакомится с предводительницей банды Вэл Траверс (Венди Барри), дочерью полицейского, который покончил с собой после того, как его подставили бандиты. Вэл намерена найти виновных в смерти отца и отомстить им, и Святой решает ей помочь, одновременно выполняя задание руководства городской полиции схватить таинственного преступного главаря, известного как Уолдерман.
Фильм имел большой успех у публики и получил позитивные отзывы критики за интересный сюжет, точную, напряжённую режиссуру Джона Фэрроу и отличную игру Джорджа Сандерса.
Венди Барри позднее сыграла ещё в двух фильмах о Святом, каждый раз исполняя разные роли.

## Сюжет
В клубе Colony в Сан-Франциско в разгар празднования Нового года частный детектив и джентльмен Саймон Темплар, известный как Святой (Джордж Сандерс) замечает, как некто собирается выстрелить из-за куста. Саймон стреляет первым, после чего молодая привлекательная женщина Вэл Траверс (Венди Барри) и сопровождающий её кавалер быстро покидают клуб. Когда Вэл оказывается у выхода из клуба одна, к ней подходит Саймон, сообщая, что её сообщник, которого убили в зале, сам пытался кого-то застрелить. Святой успевает увезти Вэл домой до того, как подъехавшая полиция начинает расследование в клубе. По дороге в такси он сообщает, что работает на копов, далее замечая, что ему многое известно о Вэл. Её отец служил в полиции и был уволен, когда его заподозрили в связях с бандой Уолдермана. После этого Вэл, возненавидев власти, примкнула к преступной группировке, действующей не только в Сан-Франциско, но и в Нью-Йорке.
Вскоре в новостях передают, что после загадочного убийства одного из бандитов в ночном клубе гангстерская война вспыхнула с новой силой. Сообщается также, что в момент убийства гангстера в клубе видели Саймона Темплара, который после этого исчез. Комиссар полиции Сан-Франциско (Роберт Стрендж) связывается с комиссаром полиции Нью-Йорка, который обещает прислать своего сотрудника, инспектора Генри Фернака (Джонатан Хейл), который «знает о Святом всё». Дома, собираясь в дорогу, Фернак говорит жене, что Святой — это современный Робин Гуд и помощник полиции, и если он иногда и нарушает закон, то только против преступников. Тем временем Саймон неожиданно появляется в доме Фернака. Он рассказывает инспектору, что в Сан-Франциско пытался выследить загадочного преступника по имени Уолдерман, которого никогда никто не видел, за исключением старшего инспектора Траверса, которого выгнали с работы за якобы связь с этим преступником. Инспектор Траверс, не выдержав позора, совершил самоубийство, после чего его дочь Вэл Траверс пошла по стопам отца. Саймон и Фернак вместе летят в Сан-Франциско, где Фернак случайно узнаёт, что Саймон прилетел оттуда только вчера. Заподозрив, что Саймон мог убить того бандита в клубе, Фернак говорит, что если подтвердится, то он сдаст Саймона полиции.
Во время промежуточной посадки Саймон обманывает Фернака, в результате чего тот не успевает вернуться в самолёт. Поднявшись в воздух, Саймон диктует телеграмму Вэл Траверс, приглашая её на обед. По прибытии в Сан-Франциско Саймон навещает роскошный дом Вэл, где знакомится с её другом, адвокатом Аланом Брэком (Нил Хэмилтон). Саймон заявляет, что разыскивает Уолдермана, однако Вэл отвечает, что никогда его не видела. По словам Вэл, Уолдерман никогда не был другом её отца, и всё это выдумал кто-то в полиции. Брэк поясняет, что Вэл люто ненавидит Уолдермана, так как именно он подстроил дело так, что её отца выгнали со службы, поскольку он слишком рьяно ловил преступников. Вэл рассказывает, что убитый в клубе Восс когда-то состоял в банде Уолдермана, и в клубе он собирался указать на одного из членов этой банды. В этот момент, заметив, что в комнате за шторой спрятались двое вооружённых бандитов, Саймон заявляет Вэл и Брэку, что дом окружён полицейскими в штатском, после чего быстро уходит. Вэл угрожает ему вслед, что его жизнь теперь в опасности.
Фернак наконец добирается до снятого для них дома, где его встречает Саймон. За завтраком Саймон предполагает, что молоко в бутылке может быть отравлено, и анализ в лаборатории подтверждает это. Саймон подозревает, что это могла сделать Вэл, однако полицейским заявляет, что не стоит пытаться связать её с Уолдерманом. Он полагает, что отца Вэл подставили Уолдерман и кто-то из полицейского управления. Шеф полиции Сан-Франциско говорит, что Вэл развернула в городе сущий кошмар — побеги из тюрем, взятки, бандитизм. Комиссар полиции представляет Саймону своего лучшего криминалиста мистера Каллиса (Джером Кауэн) и старшего инспектора Уэбстера (Роберт Эллиотт). После ухода Саймона и Фернака Каллис заявляет комиссару, что Святой и есть настоящий преступник, и Уолдерман может быть его вторым именем. Саймон звонит в клуб Colony, выясняя, что в ночь убийства за столиком рядом с Воссом сидел известный филантроп и покровитель искусств Мартин Истмен (Гилберт Эмери).
Вечером около дома Истмена Саймон встречает Вэл, которая подъехала на автомобиле в сопровождении своих подручных. Он просит её прекратить пытаться отравить его, после чего Вэл уезжает. Тем временем около дома Истмена Фернак ловит профессионального вора Зиппера Дайсона (Барри Фитцджеральд), который работает на Вэл. Саймон вместе с Зипером проникают в дом, где Зиппер вскрывает сейф, извлекая оттуда пачку денег. Они едва успевают спрятаться, когда через окно в комнату влезает ещё один мужчина. В этот момент из другого конца комнаты появляется Истмен с пистолетом, они обмениваются выстрелами с забравшимся мужчиной, после чего тот убегает. Истмен звонит в полицию и просит слугу подготовить его машину. Выбравшись из дома, Саймон платит Зипперу за работу, а затем посылает его к Вэл с заданием, чтобы он проследил за ней.
Саймон и Фернак возвращаются в полицейское управление, где выясняют, что Истман так и не заявил об ограблении. Вскоре Истман сам появляется в управлении и направляется прямо к Каллису. Саймон рассказывает Фернаку, что в сейфе у Истмана лежало 80 банкнот по 1000 долларов, и их номера совпадали с украденными из центрального банка. Значит, Истман отмывает деньги банды Уолдермана. Саймон показывает Фернаку банкноты, которые украл из сейфа Истмана. После ухода Истмана Саймон встречается с Каллисом и просит его переписать номера банкнот, которые полиция в своё время обнаружила в сейфе инспектора Траверса. Каллис подтверждает, что полиция связала Траверса с Уолдерманом, прослушивая его служебный телефон. Но, как полагает Саймон, возможно, говорил не он, а кто-то другой. Каллис спрашивает, а кто же тогда подбросил деньги в сейф Траверса, на что Саймон говорит, что это мог быть кто угодно, в том числе и Каллис. Когда раздражённый Каллис уходит, Саймон сопоставляет номера банкнот из сейфа Траверса, с теми, которые он извлёк из сейфа Истмена, устанавливая, что они были из одной и той же пачки. Увидев в окно, как Каллис садится в автомобиль, Саймон стреляет в бензобак, после чего запирает Фернака в кабинете и сбегает, сообщая, что поедет к Вэл один. Фернак звонит дежурному, требуя немедленно направить группу захвата к дому Вэл и арестовать Саймона.
Вэл и Брэк вместе с бандитами допрашивают Зиппера, который рассказывает, как Саймон с ним расправился. Бандит Доннелл (Расселл Хоптон) рассказывает, что его чуть не подстрелили, когда он залезал в окно дома Истмена. Вэл говорит, что ей нужны были не деньги, а только номера банкнот. Оставшись наедине, Брэк предлагает Вэл бежать и начать всё сначала. Саймон видит, как к дому Вэл подъезжают двое полицейских, а затем незаметно проникает в её комнату, отбирая у неё оружие. Он спрашивает, зачем она посылала в дом Истмана своего человека, а также предупреждает, что сейчас к ней направляется Каллис, который подозревает её в краже денег из сейфа Истмана. Саймон полагает, что Каллис скорее убьёт Вэл, чем будет пытаться её арестовать, так как считает, что она намеревается привлечь его к суду на основании совпадающих номеров банкнот. Входят трое бандитов с оружием, сообщая, что около дома полицейские. Вэл оставляет своих подручных сторожить Саймона, а сама направляется встречать гостей. Брэк сообщает ей, что только что подъехал Каллис. Доннелл боится Саймона, который видел, как тот залез в комнату за деньгами. Бандит собирается застрелить Саймона, однако Вэл первой стреляет Доннеллу в спину. После этого Саймон быстро выводит Вэл из дома. Вместе с ними выходят и бандиты. Пинки Бадд (Эдвард Гэрган) нейтрализует полицейского, который охраняет здание, и вся группа быстро скрывается на автомобиле.
Группа полицейских во главе с Каллисом врывается в дом, отбирая у Брэка пистолет, из которого только что стреляли в Доннелла. Каллис заявляет, что след похищенных у Истмана денег ведёт к этому дому. Брэк говорит, что Вэл даже не видела этих денег, а он только что убил Доннелла в порядке самообороны. Каллис даёт указание задержать Брэка. Приезжает Фернак, который заявляет, что Саймон сбежал не только с Вэл, но и с 80 тысячами долларов из сейфа Истмана. На совещании в кабинете комиссара Фернак высказывает версию, что за всей этой аферой стоит Святой, который и есть Уолдерман. Брэк, как полагает полиция, был лишь помощником у Вэл, который был влюблён в неё до тех пор, пока она не сбежала с Саймоном. Сначала Брэк взял на себя вину в убийстве, но после бегства Вэл отказывается подписывать признание. Каллис просит разрешения дать ему возможность допросить Брэка.
Утром к Истману приезжает Саймон вместе с Вэл и её подручными, предлагая поговорить. В этот момент появляются также Уэбстер и Каллис, и Саймон отправляет Истмана переговорить с ними, не выдавая, что они в доме. Истман показывает детективам ограбленный сейф, говоря, что всё в нём осталось на своих местах, кроме 80 тысяч. Открыв сейф, Истман с удивлением видит, что деньги лежат на месте. Истман настаивает, что его вчера ограбили, и была перестрелка, указывая на дырки от пуль в стене. Увидев деньги, Каллис подозревает, что Истман пытался обмануть его. После ухода полицейских Истман обвиняет Саймона в том, что, положив деньги в сейф, он подставил его перед Каллисом. Саймон звонит в полицию, провоцируя Истмана бежать из дома. Когда тот выбегает за дверь, раздаётся выстрел.
Затем Саймон и Вэл приезжают в дом к Фернаку, и Саймон отдаёт ему похищенные деньги. После обеда Саймон показывает Вэл дыру в своём пиджаке, сообщая, что это след от пули. Он объясняет, что когда Вэл, стреляя в Доннелла, промахнулась, он сам застрелил бандита через карман. Приходит известие, что Брэк взял вину на себя, и Фернак предлагает всем проехать в управление. Вэл признаётся, что влюблена в Брэка, который всё делал ради неё. Вместо того, чтобы ехать в управление Саймон говорит, что через три часа Фернак отвезёт их к дому Каллиса. Фернак пытается возражать, но ему становится плохо от снотворного, которое незаметно подложил ему Саймон, и вскоре Фернак засыпает. Некоторое время спустя слуга будит Фернака по указанию Саймона, который сбежал, прихватив деньги, однако оставил записку, приглашающую его в дом Каллиса.
Каллис также получает записку от Святого и Вэл, сообщающую, что деньги снова у него, и Вэл вернёт их ему вечером, если он её вознаградит. Тем временем убивают Мартина Истмана. Вскоре к Каллису приезжает Вэл, которая говорит, что отдаст ему деньги только в том случае, если он поможет восстановить доброе имя её отца. Каллис сознаётся, что это он подложил часть украденных денег в сейф её отца, а также звонил с телефона её отца мистеру Уолдерману. Каллис говорит, что это был не Истман. По его словам, Истман был идиот, и поэтому Уолдерман избавился от него этим утром. Каллис забирает из сумочки Вэл деньги, говоря, что прибрал к рукам Брэка, чтобы вытянуть из него побольше информации на неё и на Саймона. Брэк, по его словам, был возмущён тем, что Вэл с Саймоном сбежали с деньгами. Он сказал, что если его отпустят, он вернёт себе Вэл. Каллис ожидает, что сейчас в квартире появится Саймон, не зная о том, что весь разговор записывает полиция, которая заранее установила в комнате прослушивающую аппаратуру. Когда Каллис заявляет, что его ни в чём не обвинят, если в комнате обнаружат два трупа, в комнату направляются полицейские.
Когда Саймон появляется в комнате, кто-то сзади приставляет к нему пистолет. Следом в комнату заходит вооружённый Фернак, и, воспользовавшись замешательством, Саймон убивает угрожавшего ему из его же оружия. Вэл запирает дверь в комнату, и через другую дверь туда заходит Саймон, который вместе с Вэл разоружает Каллиса. В комнате также появляется комиссар с группой полицейских. Каллис оправдывается, что всю эту историю он сочинил, чтобы заманить Саймона и сдать полиции обоих. Комиссар же отвечает, что Саймон уже давно работает на него, и все его действия были санкционированы. Забрав у Каллиса деньги, Саймон говорит ему, что его друг на кухне стрелять не умел, и эти очки Саймон нашёл на месте убийства Истмана сегодня утром. Вэл заявляет, что это очки Брэка, и Каллис подтверждает это, заявляя, что Брэк и Уолдерман — это одно лицо. Выйдя на улицу, Саймон говорит Вэл, что завтра в газетах появится сообщение, которого она так долго ждала, что её отец не виновен.

## В ролях
- Джордж Сандерс — Саймон Темплар, он же Святой
- Венди Барри — Вэл Траверс
- Джонатан Хейл — инспектор Генри Фернак
- Джером Кауэн — Каллис
- Барри Фицджеральд — Зиппер Дайсон
- Нил Хэмилтон — Аллан Брэк
- Роберт Эллиотт — главный инспектор Уэбстер
- Расселл Хоптон — Гарри Доннелл
- Эдвард Гэрган — Пинки Бадд
- Роберт Стрендж — комиссар полиции
- Гилберт Эмери — Мартин Истман

## Создатели фильма и исполнители главных ролей
Как написал историк кино Роб Никсон, режиссёр фильма Джон Фэрроу был утончённым, образованным человеком, который также писал сценарии, пьесы и рассказы. Начиная с 1936 года он начал ставить фильмы категории В, и его первой работой стала приключенческая мелодрама «Тарзан в западне» (1936), в которой главную женскую роль исполнила Морин О’Салливан. В том же году они поженились и прожили в браке до смерти Джона в 1963 году. У пары было семеро детей, среди которых известная актриса Миа Фэрроу. Признание к Фэрроу пришло с военными фильмом «Остров Уэйк» (1942), который был номинирован на четыре «Оскара», в том числе Фэрроу был номинирован как лучший режиссер. Среди других наиболее успешных фильмов Фэрроу — приключенческая мелодрама «Пятеро вернувшихся назад» (1939), нуаровый триллер «Большие часы» (1948), нуары с элементами фэнтези «У ночи тысяча глаз» (1948) и «Псевдоним Ник Бил» (1949), а также военная драма «Хондо» (1953). Позднее Фэрроу вместе с двумя другими авторами завоевал «Оскар» за сценарий фильма «Вокруг света за 80 дней» (1956), где также без указания в титрах выполнял и режиссёрские обязанности.
Джордж Сандерс сыграл роль Святого в пяти фильмах в период 1939—1941 годов. Оставив эту роль, Сандерс начал играть очень похожего персонажа по прозвищу Сокол, сыграв вплоть до 1942 года в четырёх фильмах этого цикла. Хотя, по словам Никсона, «Сандерс никогда не был на вершине славы, он сыграл много прекрасных ролей в известных фильмах и получил премию „Оскар“ за лучшую мужскую роль второго плана за роль циничного, едкого на язык критика Эддисона Девитта в фильме „Всё о Еве“ (1950). Устав от жизни и окружающего мира, Сандерс покончил с собой в Барселоне в 1972 году, что поклялся сделать за много лет до этого».
Венди Барри начала свою кинокарьеру в 1932 году, сыграв в таких престижных фильмах, как «Частная жизнь Генриха VIII» (1933), «Тупик» (1937), «Собака Баскервилей» (1939) и «Пятеро вернувшихся назад» (1939). Начиная с 1939 года, она сыграла в трёх фильмах о Святом, каждый раз играя разные роли. Помимо этого фильма она снялась в картинах «Святой берётся за дело» (1940) и «Святой в Палм-Спрингс» (1941). Затем вместе с Сандерсом она появилась в двух фильма о Соколе — «Дерзкий  Сокол» (1941) и «Свидание с Соколом» (1942). После 1943 года Барри практически перестала сниматься в кино, однако в 1948—1950 годах снова привлекла к себе внимание как одна из первых ведущих ток-шоу на телевидении в программе «Нарисуй это».

## Образ Святого в кино и на телевидении
Международный детектив Саймон Темплар, он же Святой, впервые появился в конце 1920-х годов в романах и рассказах британского писателя Лесли Чартериса. Как пишет Никсон, «предшественник Джеймса Бонда и других элегантно одетых искателей приключений на быстрых машинах и с красивыми женщинами в объятиях, Святой предстал борцом с несправедливостью, который не гнушается выходить за рамки закона, чтобы исправить ошибку или разгадать тайну». Чартерис никогда не давал особенных подробностей о прошлом Святого, что только добавляло очарования персонажу. Это очарование помогло ему пережить множество воплощений в печати, на телевидении и радио, а также в кино с 1930-х по 1990-е годы.
Первой экранизацией произведения Чартериса был фильм «Святой в Нью-Йорке» (1938) с Луисом Хейвордом в заглавной роли. Затем, начиная с фильма «Святой наносит ответный удар» (1939), эту роль взял на себя Джордж Сандерс, «привнеся свой особый стиль отчужденной утонченности в ещё четыре фильма цикла на протяжении следующих двух лет». Его сменил британский актер Хью Синклер, который продлил франшизу ещё на два фильма, которые вышли в 1941 и 1943 годах, после чего RKO Pictures завершила цикл. Десять лет спустя появился еще один фильм о Святом, в котором Луис Хейуорд вернулся к роли. Этот фильм не имел успеха, и Саймон Темплар исчез до 1960-х годов, когда он был возрожден во Франции (в одном из фильмов Святого сыграл Жан Марэ). После этого в 1962—1969 годах выходил очень успешный британский телесериал «Святой» с Роджером Муром в заглавной роли (всего вышло 118 эпизодов этого сериала) (после этого сериала Мур получил роль Джеймса Бонда, которую он сыграл в семи фильмах на протяжении 1973—1983 годов). В 1978—1979 годах британское телевидение выпустило сериал «Возвращение Святого» (24 эпизода), в котором заглавную роль играл Иэн Огилви. Последний раз на сегодняшний день персонаж появился в фильме «Святой» 1997 года, его сыграл Вэл Килмер.

## История создания фильма
Роман Лесли Чартериса «Она была леди» (англ. She Was a Lady), который положен в основу этого фильма, впервые был опубликован в нескольких номерах журнала «Триллер» (англ.  Thriller) в феврале-марте 1930 года. После того, как Чартерис переписал его, роман был издан отдельной книгой в Великобритании в ноябре 1931 года. В 1932 году роман был издан в США под названием «Ангелы рока» (англ. Angels of Doom). В большинстве изданий после 1941 года роман выходил под названием «Святой встречает свою пару» (англ. The Saint Meets His Match). В романе Чартериса действие происходит в Лондоне, в фильме же действие перенесено в Сан-Франциско.
После успеха первого фильма «Святой в Нью-Йорке» (1938) студия RKO Pictures объявила, что снимет его продолжение под названием «Святой наносит двойной удар», вновь с Луисом Хейуордом в главной роли. Однако актёр к тому времени уже подписал долгосрочный контракт с продюсером Эдвардом Смоллом, получив главную роль в фильме «Человек в железной маске» (1939). Тогда RKO взяла в аренду у студии 20th Century Fox галантного Джорджа Сандерса, выплатив половину его контракта.
Ещё до появления Сандерса в сериале, сообщалось, что главные роли в этом фильме должны были сыграть Фредрик Марч и Джоан Фонтейн. Автор романа Чартерис всегда считал, что его персонажа могли бы сыграть Рональд Колман, Кэри Грант или Дуглас Фэрбенкс-младший, полагая, что как Хейуорд, так и Сандерс «безнадежно ошибочно получили роли». Ему гораздо больше понравился образ и трактовка роли Роджером Муром.
Тем не менее, в 1939 году Сандерс дебютировал в этой картине в роли Святого, «триумфально сделав эту роль своей». Актёр сыграл заглавного персонажа «в четырёх последующих фильмах этого постоянно популярного киноцикла».
Рабочее название этого фильма — «Святой бьёт дважды» (англ. The Saint Strikes Twice).
Фильм находился в производстве с начала декабря 1938 года и вышел на экраны 10 марта 1939 года.
После этой картины последовало ещё шесть фильмов о Святом, в двух последних — 1941 и 1943 годов — заглавную роль сыграл Хью Синклер.

## Оценка фильма критикой
Как пишет современный историк кино Роб Никсон, «плотный, запутанный сюжет этого фильма включает в себя опозоренную дочь полицейского, украденные 80 000 долларов и неразбериху по поводу того, кто на стороне закона, а кто нет, что создает захватывающий детектив, принесший RKO Pictures огромный успех. Хитросплетения сценария были хорошо проработаны сценаристом Джоном Твистом при стильной поставке режиссёра Джона Фэрроу».
По мнению историка кино Денниса Шварца, фильм не представляет собой «ничего особенного», но эта «небольшая детективная история вполне хороша благодаря своему искусному подходу к делу». Фэрроу ставит этот «насыщенный криминальный малобюджетный фильм с определённым мастерством», а «Сандерс придаёт своей роли утончённость».
Киновед Дерек Уиннерт отмечает, что картину отличает «живая игра прекрасного актёрского состава, точная, напряжённая режиссура Джона Фэрроу и изящный, изобилующий сюжетными поворотами сценарий Джона Твиста».